# SF Shinseiki Lensman
SF Shinseiki Lensman (ＳＦ新世紀 レンズマン?) è un film d'animazione del 1984 diretto da Kazuyuki Hirokawa e Yoshiaki Kawajiri. Il film dello studio Madhouse è ispirato al ciclo di romanzi fantascientifici Lensman, del filone della space opera, scritti da E. E. Smith. I diritti del film per il mercato statunitense sono stati acquistati dalla Harmony Gold nel 1988 e dalla Streamline Pictures nel 1990. Ci sono molte differenze tra le due versioni: in quella nel 1988 vengono eliminate alcune scene e la colonna sonora viene riarrangiata e vengono utilizzate le colonne sonore dei film Robotech: The Untold Story e Robotech II: The Sentinels.

## Trama
Kimball è un ragazzo che vive di agricoltura insieme al padre su un pianeta tranquillo. Un giorno viene avvistata una navicella spaziale ormai fuori controllo che si sta dirigendo velocemente verso la fattoria dove vivono Kim e il padre. Per evitare la catastrofe Kimball decide di prendere il controllo della navicella per effettuare un atterraggio di emergenza ma all'interno trova quasi tutti membri della nave morti. L'unico superstite, in fin di vita, consegna a Kim uno strano oggetto che poi si rivelerà essere un Lens. Così Kim diventa un Lensman: i Lensman sono gli unici esseri umani capaci di annientare le forze del male utilizzando i poteri donati dai Lens. Inoltre l'uomo misterioso prima di morire non solo dona il Lens ma anche tutte le informazioni per sconfiggere, una volta per tutte, il malvagio impero di Boskone. Inizia così un'odissea per portare le informazioni all'Alleanza Galattica ma il viaggio dei Lensman verrà ostacolato da Lord Helmet che tenterà in tutti i modi di fermare gli eroi.